# 小川幸代
小川 幸代（おがわ さちよ、1949年4月 - ）は、日本の国文学者、歴史学者。長岡大学教授。専門は古事記研究、および近世の南山城、女性史の研究など、幅広く活動

## 来歴
福島県会津若松市出身。1975年に國學院大學文学部文学科を卒業の後、國學院大學日本文化研究所勤務を経て、1975年から船橋女子高等学校、1976年から潤徳女子高等学校で非常勤講師をつとめるかたわら、國學院大學で書道科の教員免許を取得し、また朝日カルチャーセンターで古文書を学ぶ。1980年、東京大学経済学部文書室に勤務して近世文書の整理研究を行い、1999年から長岡短期大学助教授、2001年から長岡大学助教授（2007年、准教授）、2008年から教授。

## 著書
- 『古文書の語る日本史 江戸前期』（共著）　筑摩書房、1989年
- 『江戸時代の女性たち』（共著）　吉川弘文館、1990年
- 『近世・近代の南山城 綿作から茶業へ』（共著）　東京大学出版会、1998年